# VOOX

## 1. 개요
인공지능(AI)기반의 글로벌 디지털 자산 거래소로 코인마켓캡에 등록되어 있는 정식 거래소이다.

## 2. 상세
VOOX(브이엑스)는 2022년 싱가포르에 본사를 두고 설립 된 인공지능(AI) 기반의 맞춤형 암호화폐 거래 플랫폼이다. 현재 싱가포르에 본사를 두고 있으며 홍콩, 대만, 뉴욕, 말레이시아, 두바이 등 글로벌 비즈니스를 진행하고 있다. 현재 미국 연방 규칙 및 은행 비밀 보호법(Bank Secrecy Act)에 따라 FinCEN이 감독·발급하는 MSB(Money Services Business)를 취득했다.
VOOX(브이엑스)는 현물거래, 선물거래, 카피트레이딩 및 인공지능(AI) 기반의 다양한 전문 거래 서비스를 제공하는 것을 목표로 하고 있으며, 거래소 사용자가 인공지능(AI) 기술을 통해 본인에게 맞는 최적의 맞춤형 거래를 제공할 계획을 갖고있다.

## 3. 보안 체계

### 3.1. 월렛 보안
* 콜드, 웜, 핫 월렛 3가지 분할 관리 분산된 프라이빗 키 관리 멀티 시그니처 솔루션 도입하고 있다.

### 3.2. 자산 리스크 관리
* 지능형 리스크 관리, 사용자 신원 인증(KYC), 자금세탁 방지 시스템(AML) 솔루션을 도입하고 있다.

### 3.3. 데이터 보안
* 데이터 마스킹 종단간 데이터 암호화 24시간 스마트 알림을 제공한다.

### 3.4. 시스템 안정성
* 99.99%의 시스템 가용성 자동 재해 복구 매커니즘 중단 없는 핫 업데이트를 지원하고 있다.

## 4. 인공지능 거래 서비스
대화형 인공지능(AI) 채팅봇을 통해 사용자의 투자 성향 및 패턴을 분석하여 최적의 투자 전략을 세울 수 있도록 도움을 준다.
인공지능이 대규모 데이터 시물레이션을 거쳐 추론, 계획, 실행 등 다양항 미션을 수행할 수 있도록 최적의 서비스를 제공할 계획을 갖고 있다.